# Cordillera de Turquestán

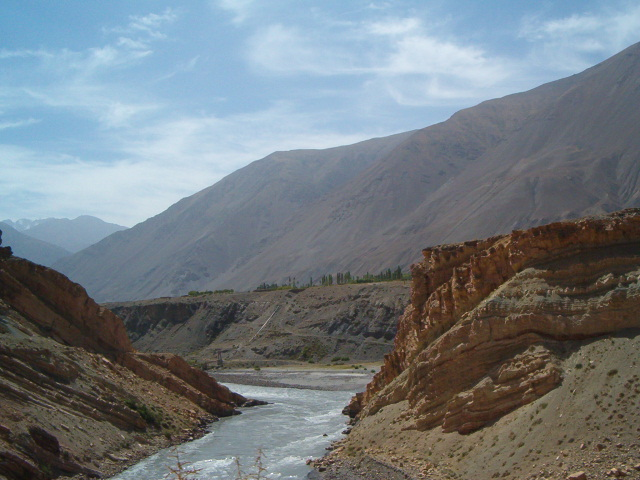
Vista del valle del río Zeravshan

La cordillera de Turquestán es una de las estribaciones más occidentales del gran sistema de las montañas Tian Shan y se extiende una longitud total de 340 km, desde las montañas Alai, en la frontera de Kirguistán con Tayikistán, hasta las llanuras del oasis de Samarcanda, en Uzbekistán. Corre en dirección este-oeste, al norte de la cordillera Zeravshan, del que le separa el valle del río Zeravshan, formando el límite meridional del valle de Fergana, en Tayikistán, y de la estepa Golodnaya en Uzbekistán.
Las elevaciones más altas se encuentran en el este, cerca de la frontera con Kirguistán. La altitud máxima es el pico Skalisty, con 5621 m, seguida por el pico Pirámide (5509 m). Las crestas de las montañas, especialmente en la parte oriental, están cubierta por glaciares. Las laderas meridionales son acantilados desnudos y estepas montañosas y las septentrionales están cubiertas de bosques. Una carretera atraviesa el paso de Shakhristan, a 3378 m, conectando la capital Dusambé con Khujand en el norte de Tayikistán (provincia de Sughd). En la ladera norte hay un lago de montaña, el Ah-Kel